# Massimo De Angelis
Massimo De Angelis (Roma, 6 luglio 1954) è un giornalista e filosofo italiano.

## Biografia
Si è laureato in filosofia all'Università La Sapienza di Roma. Sin da giovane ha svolto attività giornalistica come redattore della rivista della federazione giovanile comunista, La città futura (1977-8). Successivamente è stato redattore della rivista Rinascita, dal 1980 al 1987.
Nel 1987 ha iniziato una stagione di "intellettuale prestato alla politica" diventando portavoce del vicesegretario e poi segretario del PCI e PDS Achille Occhetto e inoltre capo ufficio stampa del PDS. Ha vissuto così in diretta la stagione della caduta del muro di Berlino e in Italia del passaggio dalla prima alla seconda Repubblica, della trasformazione del PCI in PDS e dei referendum elettorali promossi da Mariotto Segni. 
Nel 1994 ha definitivamente concluso il suo impegno politico ed è tornato al giornalismo culturale, partecipando alla fondazione e alla vita del mensile e poi settimanale Liberal. In questi anni si dedica alla riflessione sul grande tema del "bene" e del "male" nella storia e approfondisce allora le questioni poste dal revisionismo storico, e in particolare, il pensiero di Ernst Nolte e Francois Furet, e inoltre approfondisce studio e relazioni con i think tank del pensiero neoconservatore americano. Frutto di questo percorso è il libro Hitler una emozione incarnata (Rubbettino, 2013) e L'esperimento americano (edizioni Ares, 2003), oltre a numerosi saggi pubblicati su Liberal e su altre riviste e pubblicazioni.
Nel 2005 è entrato a lavorare presso la presidenza della Rai e dal 2009 è stato direttore del trimestrale La nuova civiltà delle macchine, storicamente incentrata sul rapporto tra pensiero umanistico e scientifico e che con lui ha approfondito soprattutto le questioni legate alla crossmedialità e al mondo della comunicazione digitale.
A partire dal 2013 si è dedicato più strettamente agli studi filosofici. Frutto di questo lavoro è stato il libro Serve ancora Dio? La via di Nietzsche oltre il nichilismo (Castelvecchi 2020) e Ordoliberalismo e globalizzazione, scritto e curato con Flavio Felice (Istituto italiano di Studi germanici, 2017).
La sua riflessione si è successivamente di nuovo legata ai grandi temi della politica contemporanea attraverso una riflessione condotta con altri amici e colleghi che ha messo capo a due libri: I nodi dell’Occidente – sovranismo, democrazia, guerra e Il nuovo rifiuto di Israele- Riflessioni su Ebraismo, Cristianesimo, Islam e lìodio di sé dell'Occidente, pubblicati entrambi presso le edizioni Belforte, rispettivamente nel 2023 e 2024. Il primo nato dopo l'inizio della guerra russo-ucraina del 2022, il secondo dopo l'attacco di Hamas a Israele del 7 ottobre 2023.

## Opere
- I totalitarismi, con Ernst Nolte, Liberal, 1999, pp. 63;

- Colloqui con Andreotti e Pannella, con R. Foa, Liberal, 1999, p. 63;
- Ripensare il XX secolo. Oltre la guerra fredda (a cura di), Liberal, 1999, pp. 190, ISBN 9788882700171;
- Post – Confessioni di un ex comunista, Guerini, 1 gennaio 2003 pp.207, ISBN 9788883353925.;
- L’esperimento americano, Edizioni Ares, 2003, pp. 128, ISBN 9788881552726;

- Hitler. Una emozione incarnata, Rubbettino 2013, pp. 134, ISBN 9788849835922;
- Ordoliberalismo e globalizzazione, con Flavio Felice, Istituto italiano di Studi germanici, 2017, pp. 156, ISBN 9788895868226;
- Serve ancora Dio? La via di Nietzsche oltre il nichilismo, Castelvecchi, 2020, pp. 288, ISBN 9788832900200;
- I nodi dell’Occidente – sovranismo, democrazia, guerra, Belforte, 13 luglio 2023, pp.185, ISBN 9788874672141;
- Il nuovo rifiuto di Israele - Riflessioni su Ebraismo, Cristianesimo, Islam e l’odio di sé dell’Occidente (a cura di), Belforte, 2024, pp. 359, ISBN 9788874672301.

## Contributi
- H. Fleischer e P.Azzaro, Das 20. Jahrundert. Zeitalter der tragischen Verkehrungen, Herbig, 2003, pp. 576, ISBN 9783776623291;
- AA. VV., Europa. Quale Europa? Edizioni Ares, 2004, pp. 304, ISBN 9788881552962;
- AA. VV., Emergenza antropologica. Per una nuova alleanza tra credenti e non credenti, Guerini associati, 2012, pp. 148, ISBN 9788862503525;

- Luigi Iannone (a cura di), Ernst Nolte. Fascismo, nazismo e comunismo, Solfanelli, 2018, pp. 168, ISBN 978-8833050706.